# Acyphoderes cracentis
Acyphoderes cracentis là một loài bọ cánh cứng trong họ Cerambycidae.